# Военновъздушни сили
Военновъздушните сили (често се съкращават ВВС) са вид въоръжени сили, използващи авиация за водене на бойни действия. Организационно се състоят от обединения, съединения, части и подразделения. По предназначение включва следните видове авиация:
- Видове авиация:
  - Тактическа авиация
  - Стратегическа авиация
  - Авиация на ВМФ
  - Авиация на ПВО
  - Военно-транспортна авиация

- Родове авиация
  - Изтребителна авиация
  - Щурмова авиация
  - Изтребително-бомбардировъчна авиация
  - Бомбардировъчна авиация
  - Разузнавателна авиация
  - Спомагателна авиация
  - Транспортна авиация

- Други
  - Зенитно-ракетни войски
  - Въздушно десантни войски
  - Радио-технически войски
  - Свързочни войски